# Ito Kenta
Kenta Ito (sinh ngày 12 tháng 5 năm 1999) là một cầu thủ bóng đá người Nhật Bản.

## Sự nghiệp câu lạc bộ
Kenta Ito đã từng chơi cho Shimizu S-Pulse.